# Франкстон (Виктория)
Франкстон (англ. Frankston) — внешний пригород Мельбурна, штат Виктория, Австралия. Расположен в 41 км к юго-востоку от центра города Мельбурн, в самой северной точке полуострова Морнингтон. Благодаря своему географическому положению, его часто называют как "ворота в полуостров Морнингтон".
Европейское заселение Франкстона началось примерно в то же время, что и заселение Мельбурна: в 1835. Первоначально строилась как рыбацкая деревня, обслуживающая Мельбурн. До того времени эта земля была  заселена кланом Мэйон-буллак племени бунуронг. Официально деревня Франкстон была основана в 1854 году  с первыми продажами земли 29 мая. Впоследствии этим названием стали называть область местного самоуправления  Франкстон (1893 год) с  административным центром в самом Франкстоне.
Располагаясь на юго-восточном побережье бухты Порт-Филлип, Франкстон стал популярным морским курортом Мельбурна после 1880-х годов. Франкстон-Бич до сих пор является одним из самых посещаемых в Виктории. Также он был признан одним из самых чистых пляжей в Австралии. Здесь проводятся крупнейшие выставки песчаных скульптур в южном полушарии
.
Население Франкстона на 2011 год составило 35009 человек. Жителей города называют франкстонцами (англ. Frankstoner).